# Vasco Modena Park 01 07 17
Vasco Modena Park 01 07 17 è il secondo EP del cantautore italiano Vasco Rossi, pubblicato il 9 giugno 2017 dalla Universal Music Group.

## Il disco
Pubblicato in tiratura limitata a 20 000 copie, la pubblicazione ha anticipato l'evento del Modena Park 2017 ed è composto da un CD contenente i quattro inediti del cofanetto VascoNonStop e vari gadget.

## Tracce
1. Un mondo migliore – 4:11
2. Come nelle favole – 4:13
3. L'amore ai tempi del cellulare – 3:04
4. Più in alto che c'è – 4:06